# Sipoltong
Sipoltong is een bestuurslaag in het regentschap Dairi van de provincie Noord-Sumatra, Indonesië. Sipoltong telt 1142 inwoners (volkstelling 2010).